# Aravere
Aravere – wieś w Estonii, prowincji Rapla, w gminie Märjamaa.